# 34街-哈德遜調車場車站
34街-哈德遜調車場車站（英語：34th Street–Hudson Yards station）是美國紐約地鐵IRT法拉盛線的一個地鐵站，位於曼哈頓西城，亦是7號線（任何時候停站）的西端總站。而繁忙時段的尖峰方向還有開行列車，同樣以此站為總站。設有一個島式月台和兩條軌道，以及兩座夾層，一個位於月台上方，另一個位於街道以下。
此站原先初為紐約市申辦2012年夏季奧林匹克運動會的一環，並計劃興建西城體育場，原先預計於2012年夏季啟用。最後因應倫敦獲得了2012年奧運會主辦權，所以此站的啟用日期推遲至2013年12月。2011年再將通車日推遲至2014年6月，有待此站的升降機和電動扶梯完工。經過升降機、電動扶梯、火災及安全系統的一系列相關延宕後，車站於2015年9月13日正式啟用。34街車站是紐約地鐵自1989年以來第一個全新車站，同時亦是自1950年以來第一個由紐約市政府資助的車站。
雖然市府和州府規劃機構駁回了西城體育場的興建計劃，紐約地鐵7號線延伸段計劃仍獲准繼續進行，因為紐約政界高層希望見到第八大道以西34街以北的倉庫區作為哈德逊城市广场（其英文名本意为“哈德逊调车场”，源于该区域的铁路调车场，不过现在媒体常用“哈德逊城市广场”指代该商业区域，尤其是附近以“Hudson Yards”命名的几座大楼）的一部分重新發展，而地鐵服務將成為該計劃的重要部分。延伸線同時服務雅各·K·賈維茨會議中心，該中心於2008－2014年擴建，位於車站入口以外一個街區。

## 歷史

### 規劃與興建
1993年城市規劃委員會提出改善曼哈頓中央商業區的可達度，自此大都會運輸署開始研究將IRT法拉盛線延長至新澤西州的可能性。2001年，一個由參議員查克·舒默領導的商業兼公民團體表示，中城的辦公區西延若無地鐵延伸便無法達成，指出：「大道沿線的漫長街區導致前往最西端地區的步行時間需約20分鐘。此外，缺乏大中央車站或曼哈頓東城其他地方到此的便利連接，使得遠西城成為曼哈頓、皇后區、威斯徹斯特縣以及康涅狄格州的工作者難以通勤之處」。
此後，本計劃又作為紐約申辦2012年夏季奧運會計劃的一環再度提出。紐約市希望在2005年7月國際奧林匹克委員會就資金進行投票時籌得款項。然而受運輸署資金計劃短缺及紐約地鐵第二大道線、東城連接線影響，運輸署無法資助延伸線。在西城體育場的計劃後，在西城车辆段附近興建奧林匹克體育場的計劃於2005年遭拒，自此紐約市也失去了奧運舉辦權。
對時任紐約市長邁克爾·布隆伯格來說，延伸線仍是優先項目。他在2006年12月12日對紐約保守投票者聯盟指出，2006年11月政府將發行債券以將7號線延伸至第十一大道及34街。這延伸了一站的路段原先預計花費21億美元，但逐漸超支至24億美元，包括一座5億美元的第十大道車站。該站後來因興建費用而取消設置。
2007年10月，耗資11.45億美元，包含7,000英尺（2,100）長的雙管隧道工程合約由運輸署授予J·F·謝伊建設（J.F. Shea）、斯堪斯卡美國土木和希亞馮公司（Schiavone）組成的合資團隊。合約內容是在41街下方從7號線總站——時報廣場向西興建一條隧道前往第十一大道，然後轉至26街。而34街車站的設計則由理察·達特納合夥建築師事務所（Richard Dattner and Partners, Architects）負責。在挖掘了新總站的外牆、利用鑽炸法興建了頭1,000英尺（300）的隧道後，S3放置兩部隧道鑽挖機挖出其餘6,000英尺（1,800）的隧道。
2009年12月21日，MTA指隧道鑽挖機已經挖穿了34街車站的洞穴牆。兩部隧道鑽挖機預計在2010年春天完成所需的隧道鑽挖。
2011年4月，MTA宣佈隧道的合約、車站夾層與乘客月台已經完成85%，而包括機電系統、電力、照明和列車軌道的系統合約會在2011年7月頒授，但最後稍為推遲到9月。2012年5月，MTA宣佈延伸線已經完成65%，並開始安裝第一對軌道截至2013年8月，延線已經完成90%。
2013年12月20日，布隆伯格首度乘坐列車到這個近乎完工的車站，實現作為市長的願望。列車測試直到2015年6月才開始進行。

### 延誤
2012年1月，車站在計劃一系列延誤前仍為預算範圍內，預計可於2013年啟用。此站原先預計作為紐約市申辦2012年夏季奧林匹克運動會的計劃一部分，是長達兩站距離的地鐵延伸線，包括第十大道車站，預計於2012年夏季啟用。當倫敦獲選為奧運舉辦城市後，啟用日期推遲到2013年12月，而很快第十大道車站就由建築計劃中放棄截至2012年6月，列車仍舊預計可在2013年末進行測試營運。同一個月，車站的啟用日再延誤至2014年6月，以完成車站的裝配。
MTA興建公司主席邁可·霍洛尼謝努（Michael Horodniceanu）於2014年1月向紐約時報透露由於斜行升降機的安裝過程複雜，將再延誤約三個月至2014年夏末秋初甚至2014年11月。 到了2014年3月，車站預計啟用日期仍為2014年11月。

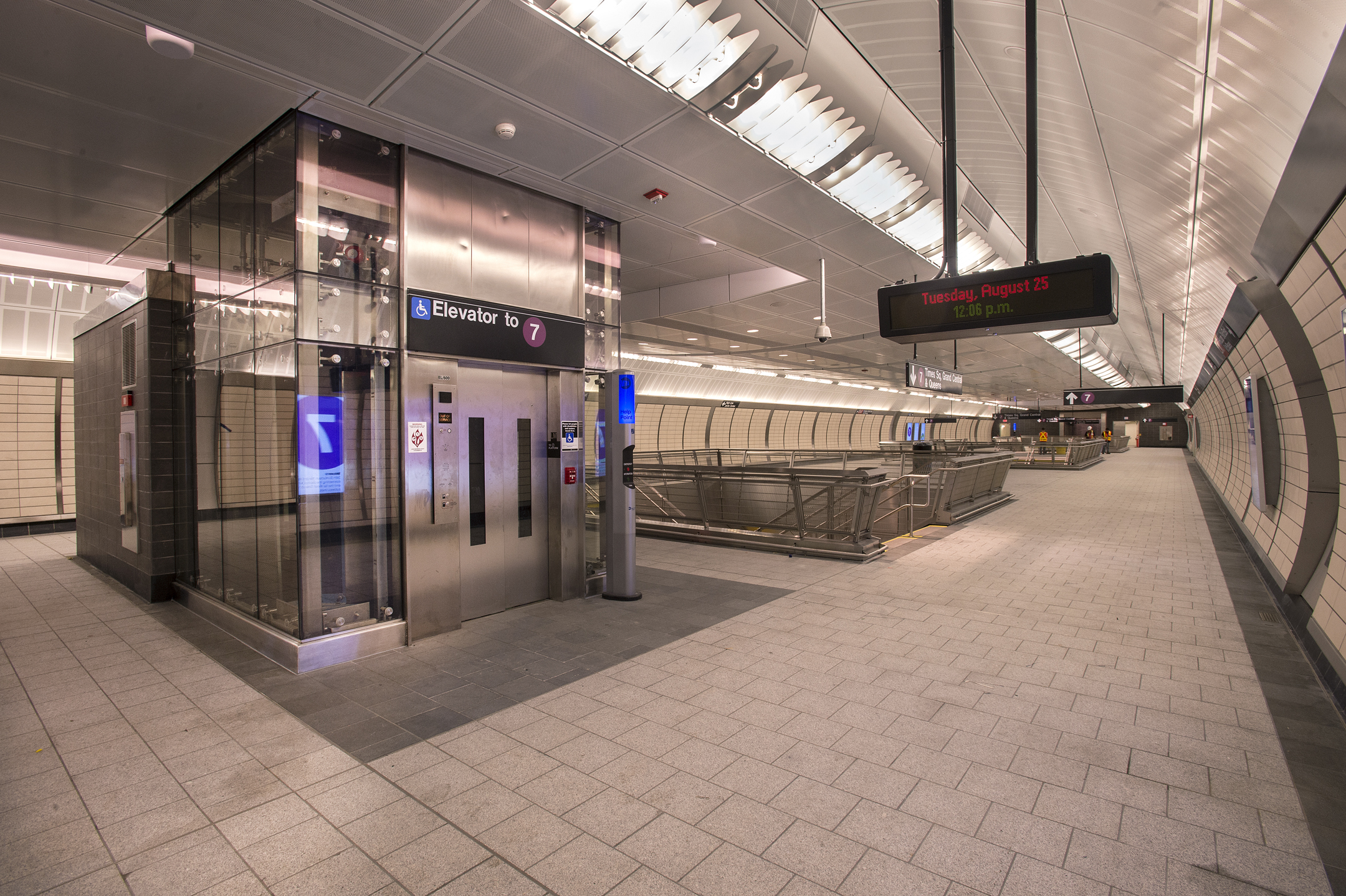
下夾層

在2014年5月，車站的啟用日期又再度因斜行升降機推遲，位於意大利倫巴第大區科莫省的工廠測試時失格。官方強調意大利製升降機有來自美國不同公司的軟件和零件，而不是一個單一的外國公司。然而車站並不全然因為升降機而延誤。車站的啟用日期亦受防火整合測試，並要求所有車站的建築結構，包括扶手電梯、樓梯以及升降機完工。扶手電梯和隧道通風系統亦造成車站延誤。此時，車站預計將於2014年末啟用，但再受升降機的延誤和通風系統影響延誤到2015年2月。地鐵原先預計在哈德逊城市广场10号前啟用，但哈德逊城市广场第一座大廈在2015年7月已經啟用。
此時，計劃延誤得太多以致於MTA如果能順利在2015年2月24日啟用車站將獲得475萬美元的「激勵」金。升降機的問題將由更改軟件解決，與此同時亦開始安裝升降機。測試於11月完成。三個通風系統已經於2014年10月1日安裝，另外兩個系統在該月末安裝。11月17日，車站確定在2月24日啟用，新的指示牌和南入口的頂蓋亦開始竪立。然而只在一個月後MTA又指出由於升降機無法正常運作需延誤至2015年4月至7月。MTA同時亦指出火警鐘和安全系統亦為延誤原因。另外，哈德逊城市广场的開發商The Related Companies需要挖掘沉箱作為哈德逊城市广场55号的基座，直接位於地鐵站上方，而基座工程需在MTA繼續啟用車站前完工。
MTA亦在2015年3月24日宣佈再延誤至2015年夏天，受防火和安全系統的更多問題導致。此外，第三軌供電、公共服務廣播系統、通風扇、扶手電梯和升降機亦需測試。到了2015年4月，車站已經完工卻無法開放。2015年6月15日，延線再推遲至2015年「第三季結束前」啟用。一個月後，MTA確認車站會在2015年9月13日或之前通車。啟用日期於2015年8月28日再度確認。

### 營運

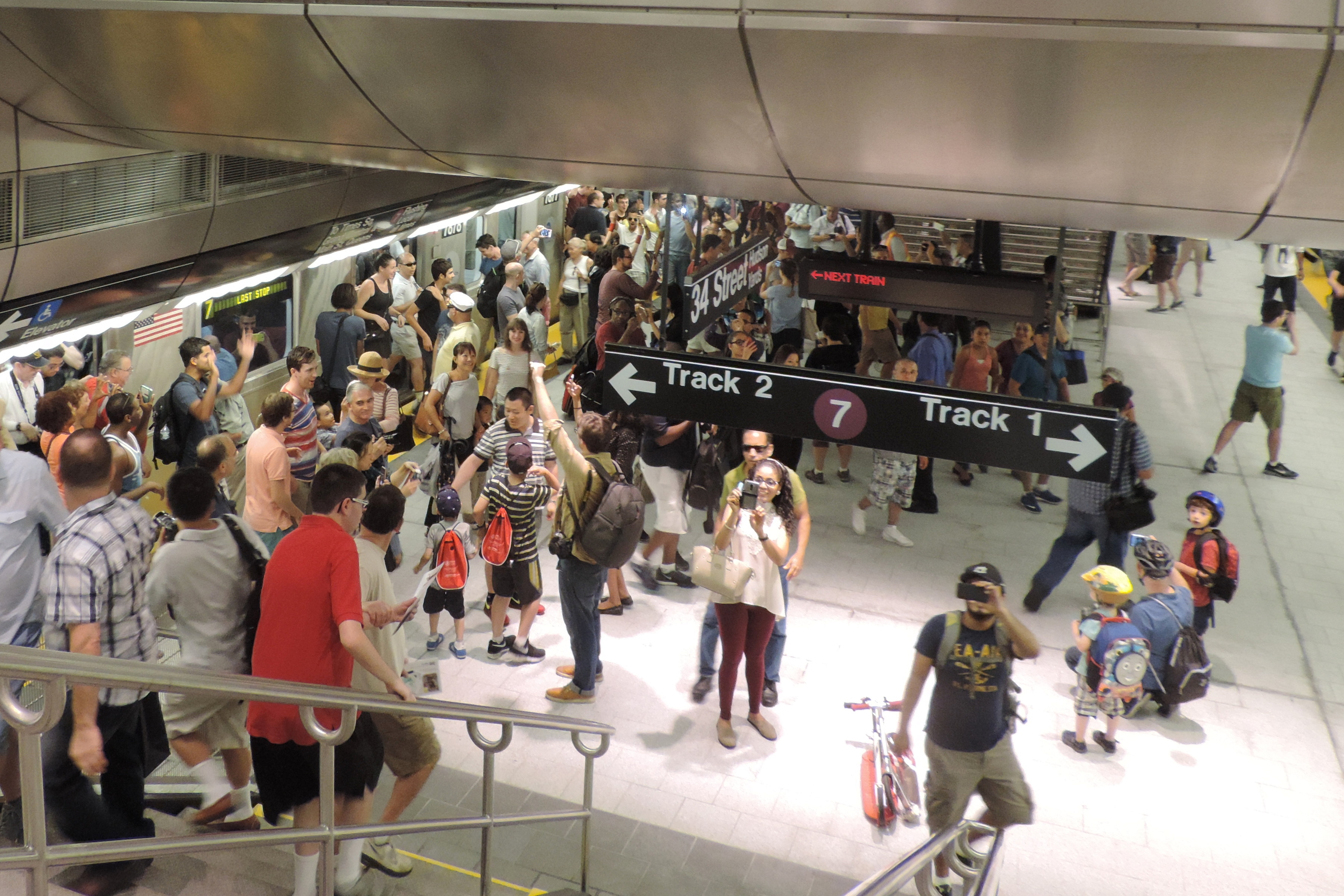
首日啟用的車站月台

車站最後於2015年9月13日紐約市長比爾·白思豪、美國參議員查克·舒默以及前副市長丹尼爾·多克托爾洛夫剪綵儀式後啟用。位於35街的另一個車站入口，預計在2016年完工。
車站啟用後幾日，車站又再出現一些問題，備受新聞界批評。一部扶手電梯在9月14日車站啟用一天後即故障。另一個在9月16日發生了一名站立乘客在34街車站步上另一部扶手電梯時受傷的事件。該日早些時候紐約郵報報導車站附近全新隧道的信號問題，而乘客在Twitter和Reddit投訴延誤。一名華爾街日報評論員指「閃閃發光的車站只需幾個月（可能幾個星期）就充滿了口香糖、潦草和垃圾。」不過整體而言，車站在服務首幾日仍然受到正面評價。一項由紐約市社區媒體發佈的文章指出許多乘客稱讚車站的設計、乾淨整潔和空調月台，又指車站看起來和感覺像「提升到像大教堂」。
2016年3月，一些新聞報導指車站雖然花費高昂，仍然有維護問題：扶手電梯走廊天花出現漏水，車站廁所受街道水浸影響關閉，而車站天花板還出現了冰柱。而MTA早就在幾年前甚至仍在施工中之時已經得悉。MTA局形容這些事件「無法接受」並責令防水有關合約者花費300萬美元修正。漏水的天花板報稱已經在2016年5月修緝完成。至少一名乘客以躲避天花板漏水而在扶手電梯上跌倒为由起訴MTA。

## 車站結構
| G         | 地面                  | 出入口                                                              |
| B1        | 上夾層                | 扶手電梯、升降機及樓梯往出入口 升降機位於34街及哈德遜林蔭路東西南角 |
| B1        | 上夾層                | 閘機、車站詢問處、MetroCard自動售票機                               |
| B1        | 上夾層                | 廁所及維修房                                                        |
| B1        | 上夾層                | 扶手電梯和斜行升降機往下夾層                                        |
| B2        | 下夾層                | 樓梯及升降機往月台                                                  |
| B3 月台層 | 1號軌道               | （尖峰時段）往法拉盛-緬街（時報廣場）                               |
| B3 月台層 | 島式月台，左/右側開門 |                                                                     |
| B3 月台層 | 2號軌道               | （尖峰時段）往法拉盛-緬街（時報廣場）                               |

車站大約長1200英呎，設有一個寬闊的島式月台服務兩條軌道，以及八條連接下夾層和月台之間的樓梯。月台寬35英呎，令該月台比紐約地鐵許多島式月台都要寬；相比之下位於曼哈頓下城的錢伯斯街車站只有18.5英呎寬，新建的紐約地鐵第二大道線車站也只有27.8英呎寬。月台長585英呎，也是IRT系統內最長的，同時還是紐約地鐵最長的無支柱月台。另外，此站設有巨型夾層，橫跨33街至36街三個街區，位於月台上方。
車站位於極深的位置，因此需要設置上夾層（閘機）和下夾層（乘客）。閘機夾層位於哈德逊城市广场55号地庫下方27.6英呎深，並需要扶手電梯以及一部斜行升降機前往下夾層，深109英呎。帝國聯絡線與北河隧道都在車站上方通過在下夾層上方是一個弧形、橢圓形天花板，以覆蓋車站天花板的通風管，同時作為天窗。該下夾層天花板可令車站利用間接照明更具能源效益。車站下夾層與上夾層設有5條扶手電梯，另有4條來往上夾層和主入口。同時，此站亦設有四部升降機，其中兩部為垂直，分別連接街道到上夾層以及連接下夾層到月台，而其餘兩部為斜行升降機。
車站主入口到上夾層設有四條扶手電梯和兩條樓梯。通過主入口的閘機後分為兩路，以兩條平行軸前往下夾層；北軸承載四條扶手電梯，而南軸承載一條扶手電梯和兩部斜行升降機。最下層的五條扶手電梯是紐約地鐵最長的，需時1分半鐘。
下夾層採用高天花和凸欄杆令車站看起來較大，以改善乘客流量。磁磚採用與月台層近似的樣式，亦用於下夾層，但下夾層部份位置亦設有電子廣告面板。車站的洞穴式設計經常與華盛頓地鐵車站比較，儘管早年近似華府地鐵月台的較窄計劃廢止。此站亦與倫敦銀禧線延伸段兩相比較，而事實上車站的建築設計是受該線金絲雀碼頭站啟發。
車站以物業稅的增稅進行資助，是紐約市自1950年IND皇后林蔭路線牙買加-179街車站以後首次出資興建，亦時繼IND 63街線3個車站於1989年10月啟用後首個全新的車站。
哈德遜公園及林蔭路計劃亦包括在車站的興建內。

### 出入口
此站設有兩個出入口：

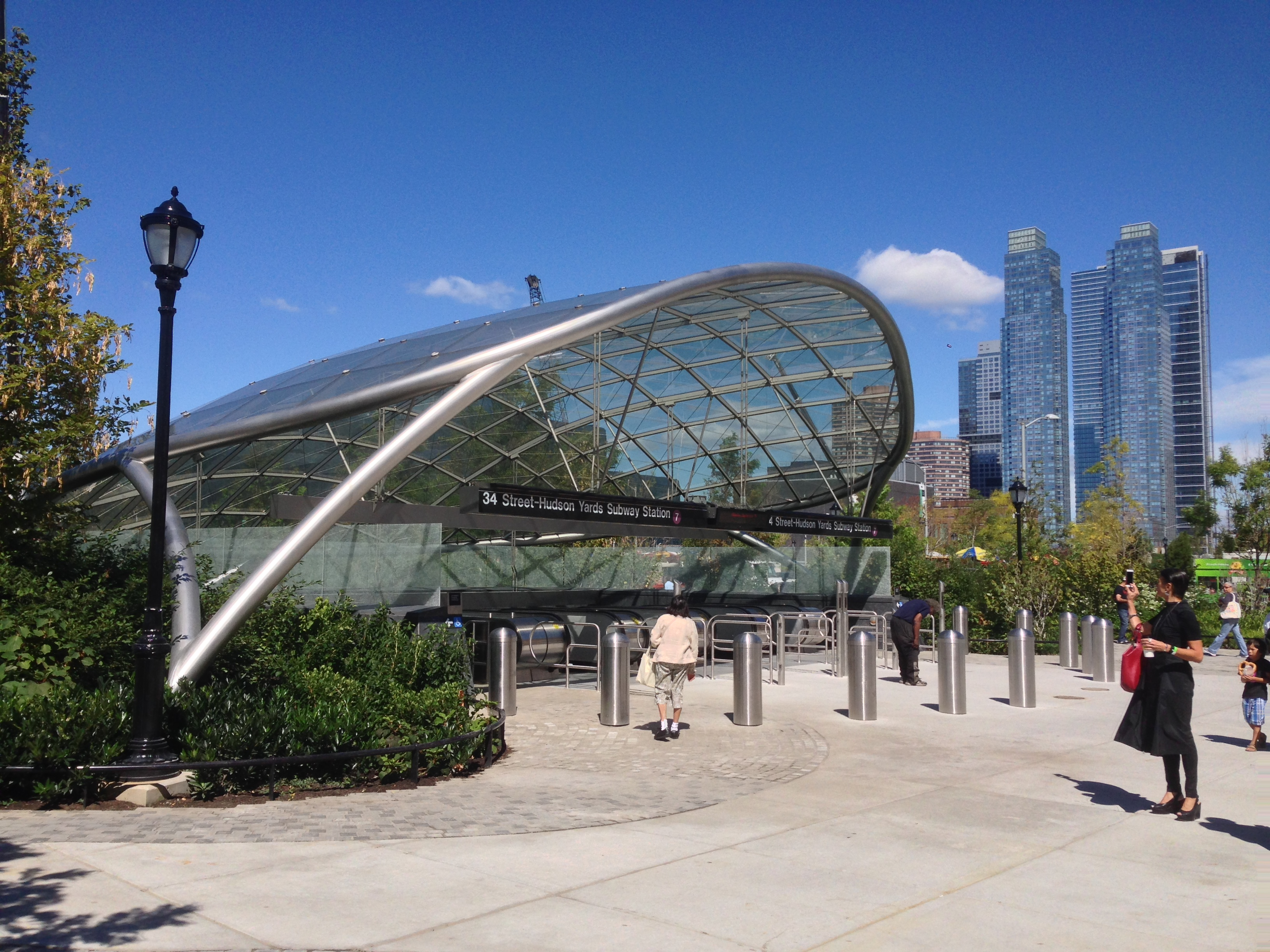
33街主車站入口

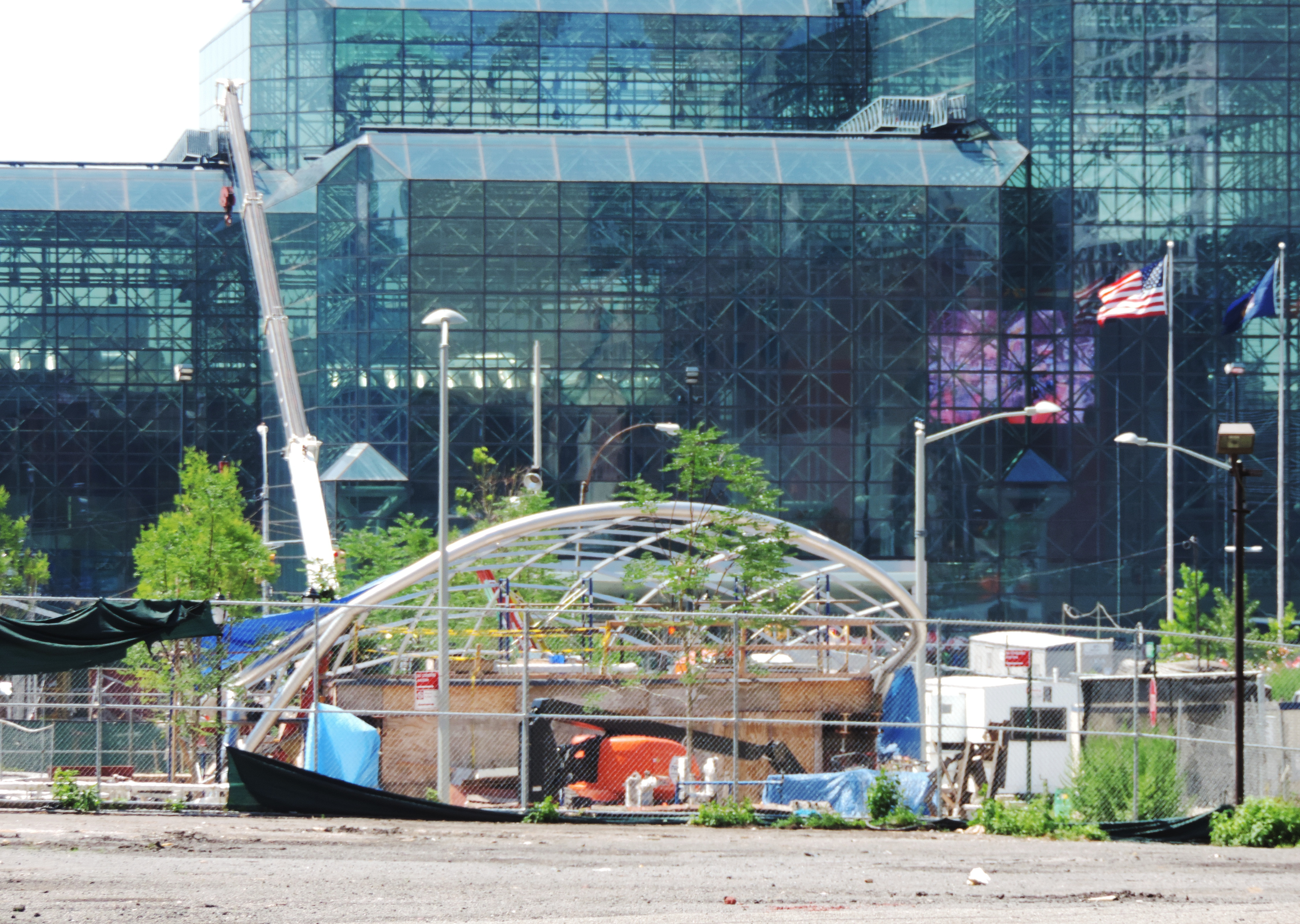
興建中的副車站入口

- 主車站入口/通風大樓：扶手電梯和升降機位於哈德遜林蔭东路西側介乎33街（英语：33rd Street (Manhattan)）和34街[17][92]
- 副車站入口：位於哈德遜林蔭路及35街（英语：35th Street (Manhattan)）的西南角[17]，截至2016年5月仍在興建中[82]

主入口位於34街和哈德遜林蔭路的東南角，設有一個龜殻型玻璃上蓋，以容許光線射入上夾層。升降機位於哈德遜公園34街南面，而扶手電梯入口位於更東靠近林蔭路。通風大樓未來會由發展商建成。另一個入口，設有扶手電梯，位於哈德遜林蔭路東及35街的西南角。兩個出口的樓梯和四條扶手電梯各自下降40英呎進入付費區，再下降80英呎到下夾層，而主入口在2014年夏天完工，而副入口則仍在施工中，預計2016年完工。
兩個入口都設有玻璃頂蓋設計，是紐約地鐵首次引入，希望可在美學上獨樹一幟。而入口則與哈德遜調車場的發展區交織在一起，主入口東楔入哈德逊城市广场50号和西楔入哈德逊城市广场55号。哈德遜調車場發展區其餘部分相當接近車站南部。兩個入口都是由建築師森俊子設計，而他的設計是基於巴黎地鐵較小的車站入口。
原先預計在哈德遜林蔭路3號大樓設有入口，與副車站大樓相鄰。然而，由於兩個入口都使用玻璃頂蓋，獨立於任何哈德逊城市广场建築物以外，哈德遜林蔭路3號入口將因設有代替直接位於該大樓東面的地鐵入口而擱置。
在原初的計劃內，第十一大道及36街西南角都設有入口，以直接服務賈維斯中心。副入口將會在34街以北哈德遜林蔭路以西重置。

### 特徵
2007年9月，紐約市宣佈此站將設置月台幕門，然而，在紐約地鐵安裝月台幕門的計劃受每側月台安裝成本達100萬美元的高昂費用而在2012年放棄。然而，儘管車站不設月台幕門以便通行和保障安全，此站、IRT百老匯-第七大道線的新車站南碼頭車站與第二大道線上東城的第一期車站安裝了特殊制冷系統，並將車站溫度控制在72至78華氏度之間。這些系統有助月台降溫。此站同時設有通風塔，这是纽约地铁系统最大的通風塔。

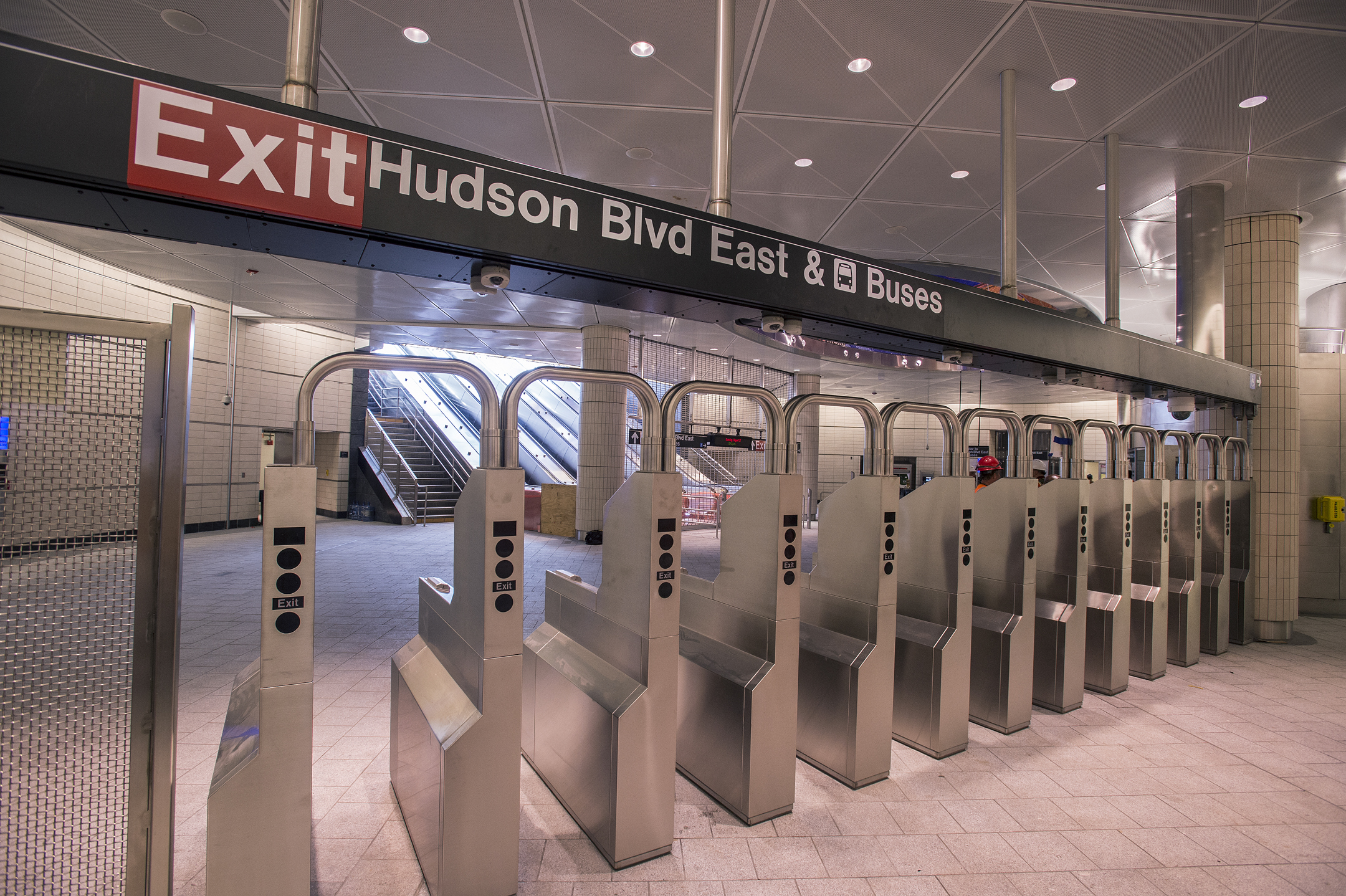
上夾層的大型轉棍閘機，作為未來尖峰時段的人潮之用

與紐約地鐵大部份車站不同，此站設有公共廁所以及不銹鋼製橢圓型的票務處。
此站的物料預計可使用至少100年，包括花崗岩石磚、陶瓷磚、牆上的不銹鋼製面板、天花板鋼面板、螢光燈以及LED，並可符合紐約市公共運輸局的要求，包括防滑。車站同時使用防音天花板以減少噪音，並採用間接照明。此站雖然位於極深的地底，但仍然符合美國消防協會標準，一旦發生火災，月台可於4分鐘內清除，而整個車站則可在6分鐘內疏散完成。
此站是紐約地鐵第三個安裝了低震動軌道的車站。這些軌道可讓乘客感到較柔和以及安靜的旅程，並不再需要使用木製軌道塊。
車站啟用時並沒有Wi-Fi或3G，聲稱會在「可見將來」安裝。車站亦包括顯示列車到站時間。雖然螢幕原初只顯示下一班列車會在哪一個月台開出，但在2017年法拉盛線實行CBTC後將開始顯示倒數時鐘。

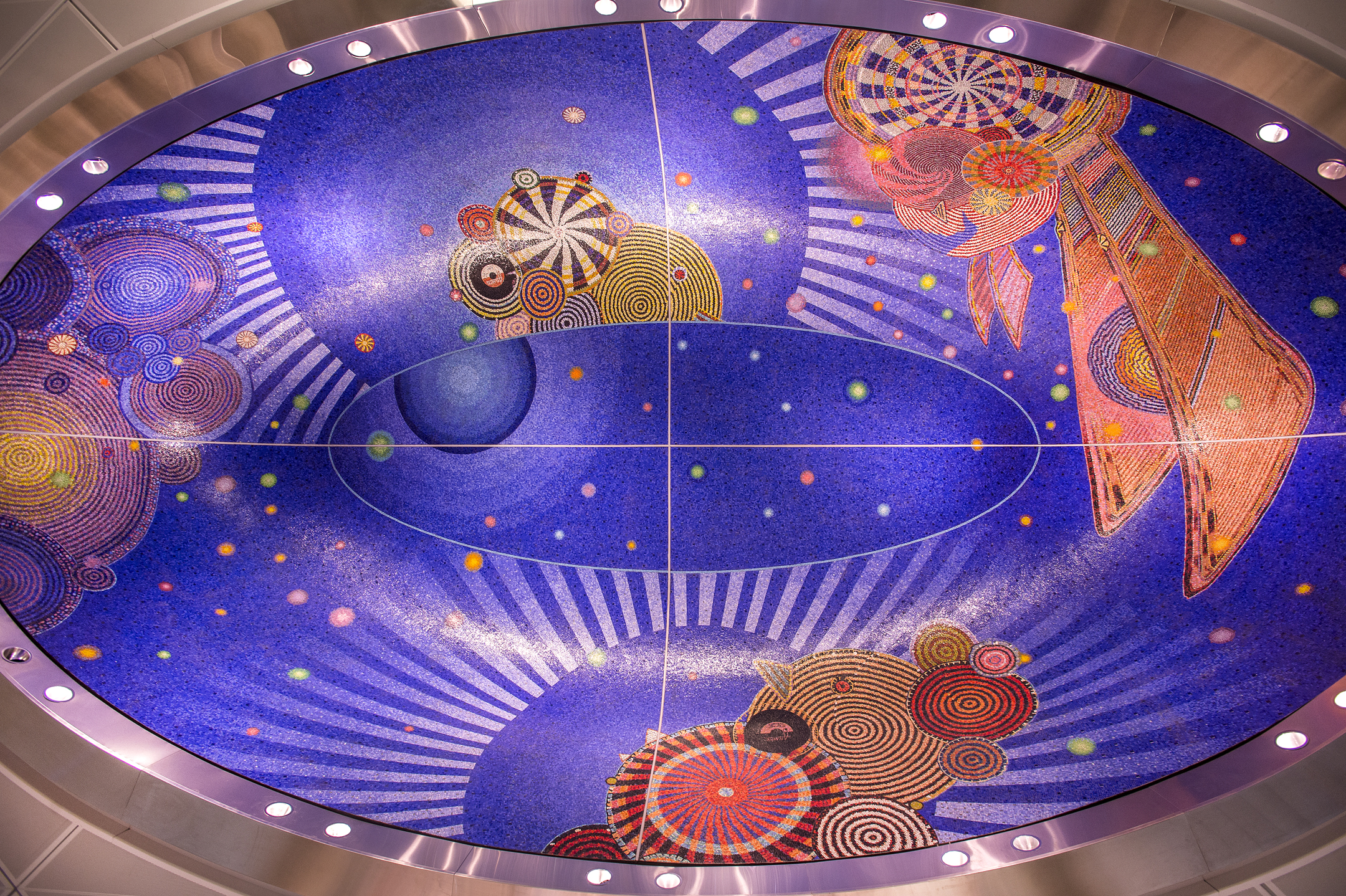
Xenobia Bailey的作品Funktional Vibrations

#### 斜行升降機

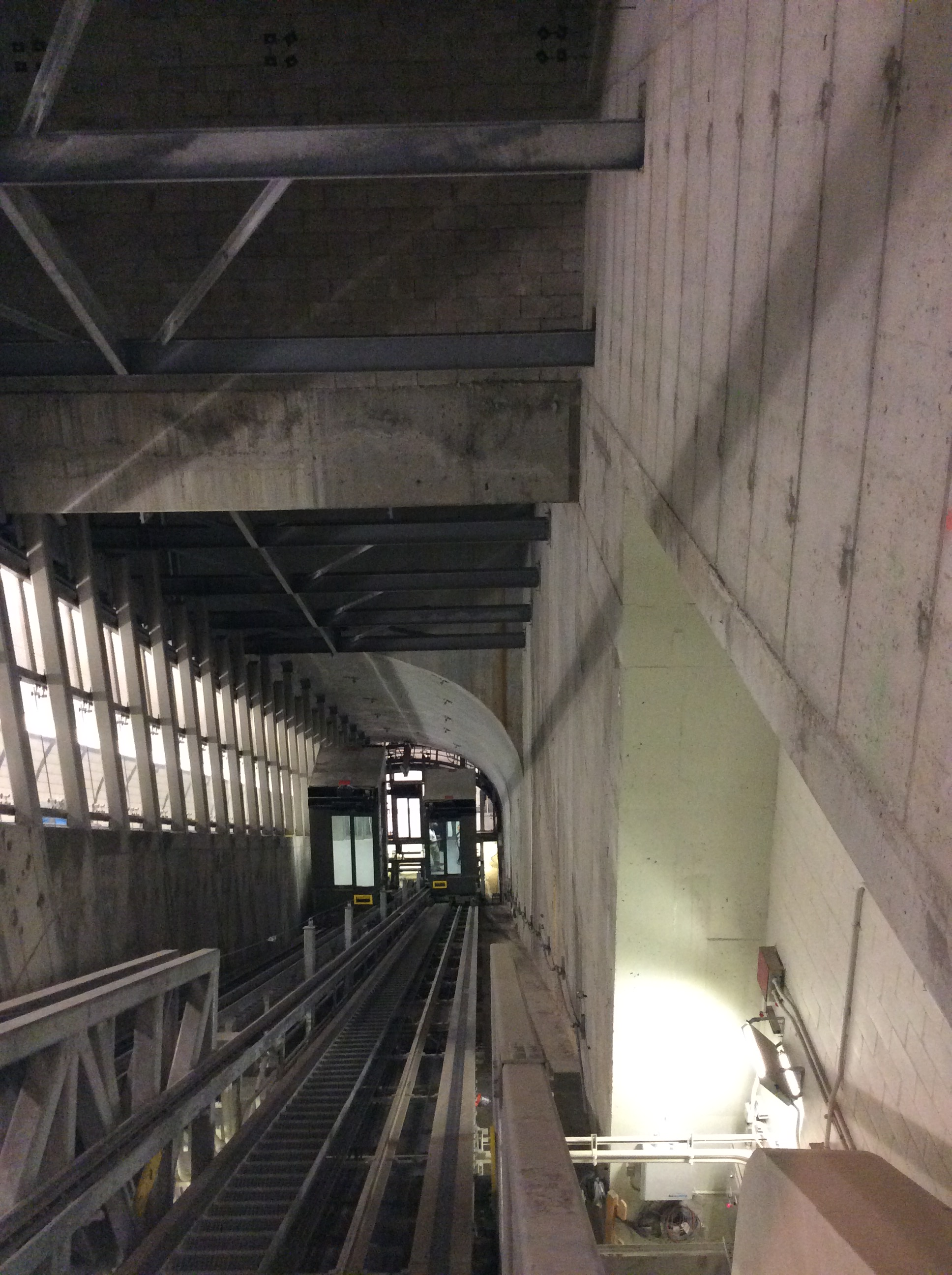
斜行升降機

此站深多於十層，成為紐約地鐵最深的車站，以致於北河隧道以及計劃中的門廊計劃隧道都要在其上方35英呎通過。此站位於街道以下125英呎，亦位於海平面以下108英呎，是全系統第三深的地鐵站，僅次於190街車站與191街車站。因此，此站設有9條扶手電梯。另外，乘客可使用一對量身訂造的斜行升降機，位於上下夾層最南端的兩個軸之間，車站末端的34街。2014年4月安裝了第一部172英呎長的斜行升降機。扶手電梯相對較慢以鼓勵非殘疾人士使用扶手電梯。這些斜行升降機令此站成為首個完全按照美國殘疾人法案興建的地鐵站。
80英呎高的斜行升降機以每分鐘100英呎的速度運行（因此全程少於兩分鐘），斜坡達27度。每部升降機可承載15名乘客或五名輪椅乘客。斜行升降機比垂直升降機較便宜，並安裝在34街的大型扶手電梯軸內。然而受其製造商的廠內測試不合格影響，導致車站啟用日期延誤，由原先預計的2013年12月推遲到2014年末再推遲到2015年中。

### 軌道配置
此站以南的軌道繼續延伸，直至25街以容許車站在非尖峰時段在車站以南儲車，末端軌道全長七個街區，足以容納兩列11節列車。車站以北及以南分別設有兩個剪式橫渡線。車站的儲車軌受皇后區的科羅納車廠缺乏更多空間容許更多列車，而擴建該車場則受地理位置鄰近法拉盛河影響難以進行。重新興建一個儲車場將非常昂貴，花費將近億美元。

## 乘客量

### 預計

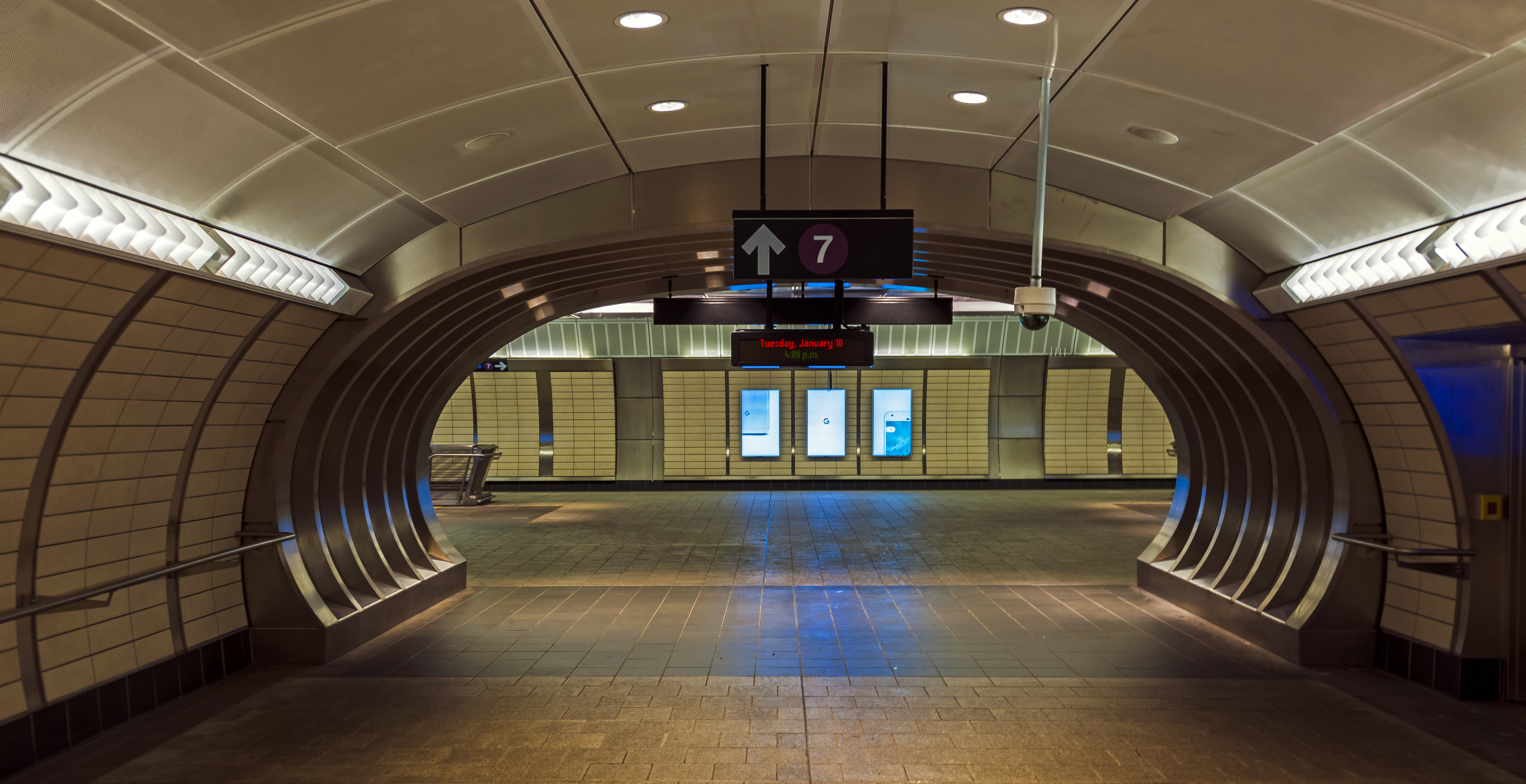
下夾層的廣告面板

由於車站的位置是「唯一服務第九大道以西59街以南的地鐵路線」，同時亦作為哈德逊城市广场的主要地鐵站和距離繁忙的賈維茨中心最近的車站，此站曾預期會有很多人使用。起初，車站預計在啟用時會有每小時27,000人次，或每年9855萬人次使用。在哈德逊城市广场完工後更預期客量會再提升，並在2020年達到每小時35,000人次的高峰2015年9月，預期已經升至每小時32,000人次。預計2025年每日將有200,000人次，比現時最高的時報廣場車站，車站將會成為每日最高乘客量的車站，每日載客197,696人次。
同時規劃預期在早上繁忙時段會有26,000人次離站，同時有15,000人次進站。這將令此站成為紐約地鐵最繁忙的非轉乘站。此站興建時預計會負荷尖峰時段多達每小時40,000人次使用，以及賈維茨中心的活動。雖然此站在2007年附近相對較疏，一度被稱為「延到甚麼也沒有的地方」，但預計乘客流量仍然很高。截至2011年一度認為城市在浪費金錢在此站，因為當時哈德逊城市广场尚未最終確定。

### 實際情況
在2015年9月13日至22日期間，據報只有每日7,000人次進入車站，遠低於MTA預計的32,000人次。此時由於地區發展尚未完整，同時有一個未開放的入口前往鄰近的高線公園。2015年10月末，《AM紐約》發現每日平均乘客量更低，每日只有5,900人次使用，除了在2015年10月8日至11日舉行紐約Comic Con的時候平均達到每日18,300人次。車站2015年9月13日至12月31日的正式乘客量統計為692,165人次，成為紐約地鐵第392繁忙的車站。車站的乘客量在2016年升至2,691,851人次，成為紐約地鐵第189繁忙的車站。

## 影響

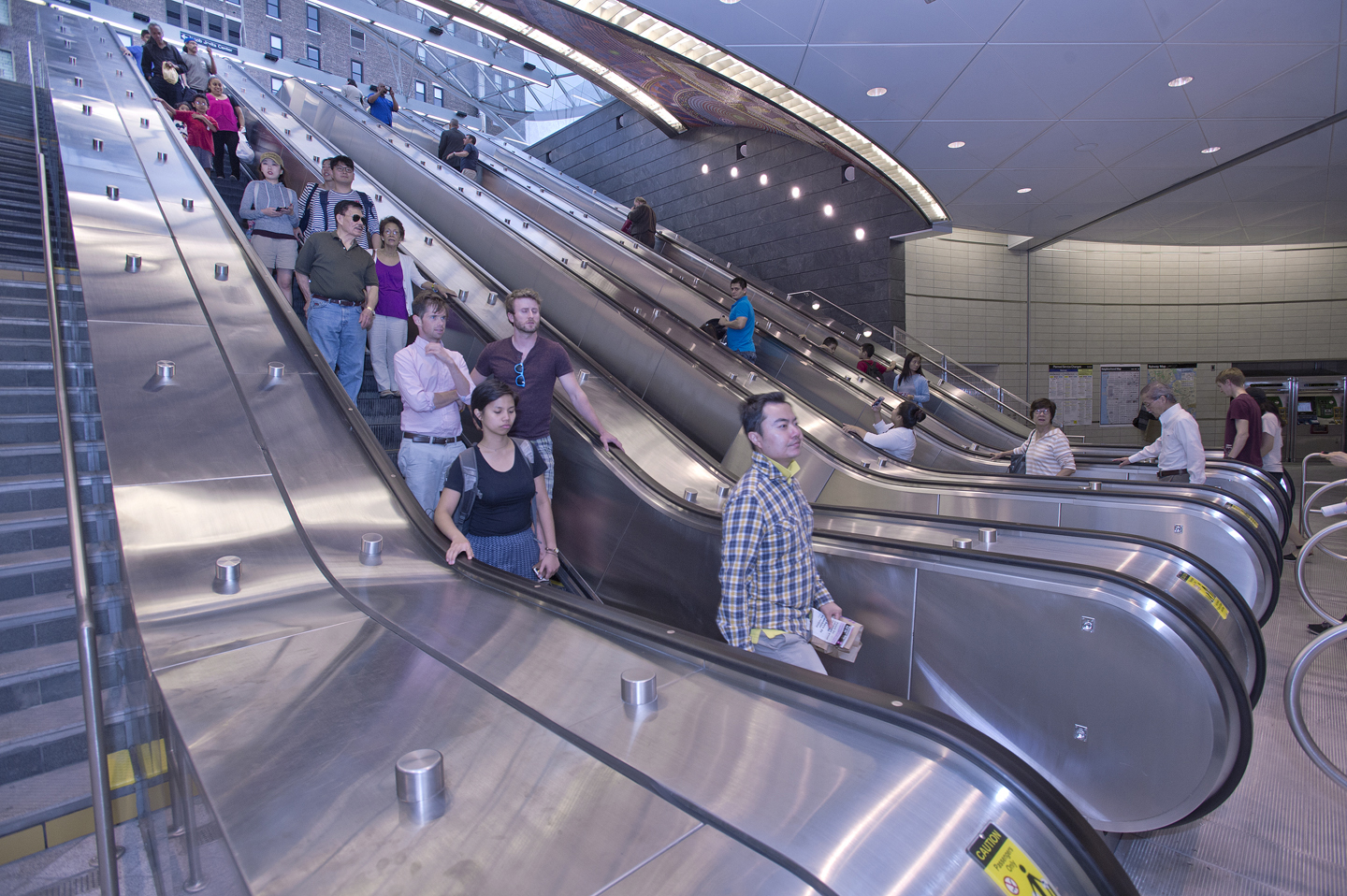
往車站出口的扶手電梯

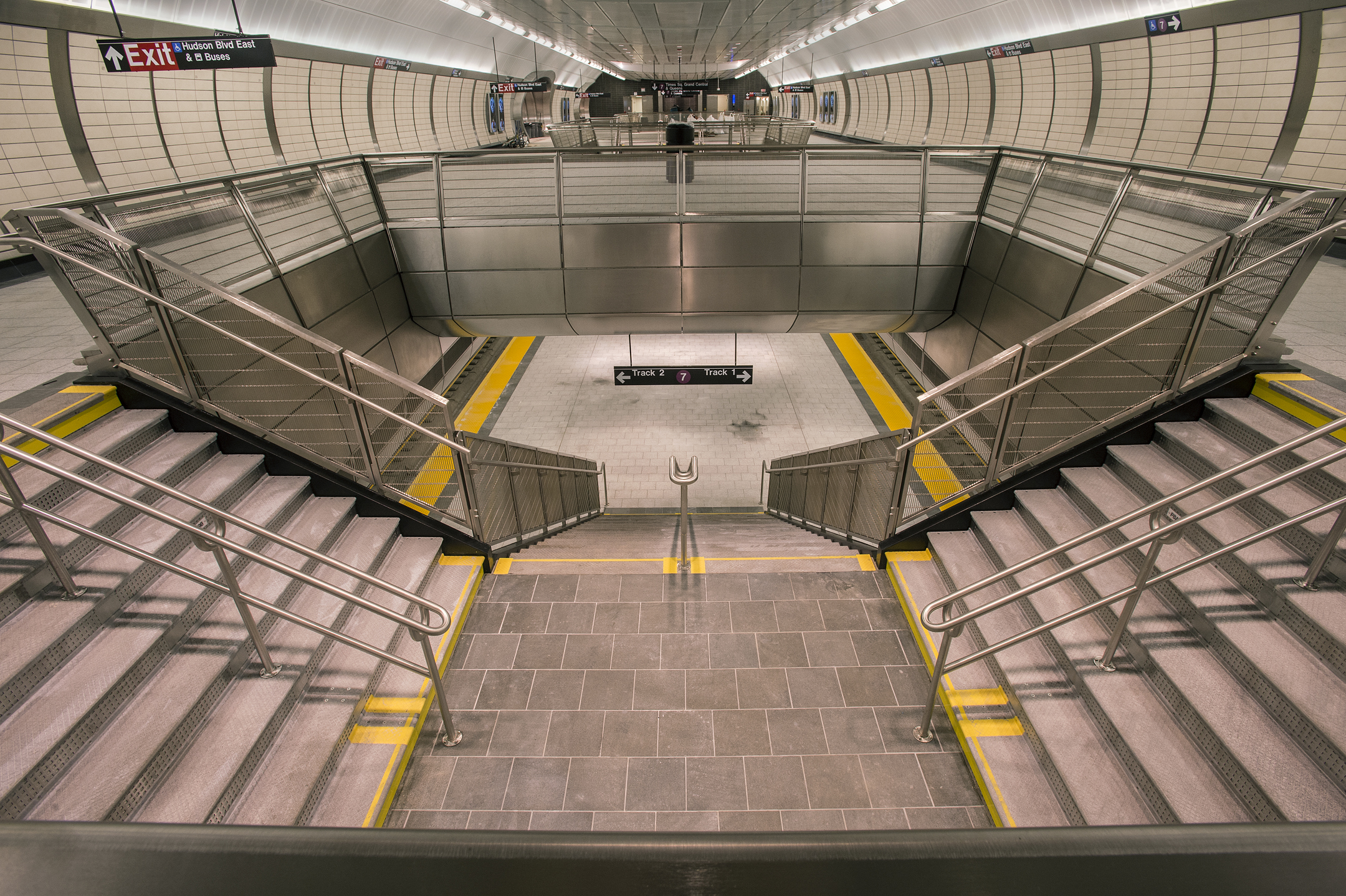
往月台層的樓梯

除了服務哈德逊城市广场，亦同時服務賈維茨中心、西雀兒喜和地獄廚房，以及一個鄰近的城際巴士的停靠站，停靠Megabus以及BoltBus的路線。第八大道以西34街以北的的倉庫區在2005年重劃成為商業區和住宅區，而車站是加速該地發展的努力之一。報告顯示「可令地區轉型」（transformative）的地鐵延伸線以提供未來哈德逊城市广场發展區承租人的交通前往34街分支了哈德逊城市广场地區的發展，以及努力達成MTA的目標「確保所有2008年至2030年之間在MTA區域的所有新住宅和商業增長可以集中在MTA一個車站的半英哩以內」。除了為鄰近鄰里居民和承租人提供交通服務外，車站的興建預期將刺激地區的商業增長以及創造50,000個就業職位。
紐約大學魯丁交通政策及管理中心的領導米歇爾·莫斯指哈德逊城市广场的發展以及有關地鐵延伸段曾為2012年申辦奧運的利益，指「7號線延線將成為紐約市公共交通系統在數十年來最大的擴展以及按潛在影響力而言最大之一」。莫斯指西城重建是新地鐵車站興建的直接結果。紐約市百科全書的編輯者肯尼斯·T·傑克遜形容延伸線是「非常重要」的。
自從車站開工以後，鄰近的地價幾乎翻倍。鄰近地區亦受影響，由於許多發展公司在哈德逊城市广场購買空權利，例如Related Companies，已然是哈德逊城市广场的發展商，簽訂合約以7500萬美元以上購買介乎35街、36街、第十一大道、哈德遜林蔭路之間，以及一間麥當勞的土地以興建哈德逊城市广场50号。同時受地鐵延伸的結果，哈德遜調車場已經有3個承租人，而花旗集團亦考慮移動到此處。然而更重要的是7.5億美元興建以支援哈德遜調車場的月台於2013年1月開始興建，可乘載27,000萬人次的預期鼓勵了興建更多大樓，有指70%的承租人預計經7號線延線來到哈德逊城市广场。此外，新餐廳、豪華公寓大廈以及商店亦在車站附近的延線沿途出現，而呇線住宅價格亦因而提升。大哈德逊城市广场地區亦出現了快速興建的現象。
MTA形容此站是哈德遜公園和林蔭路，同時也是整個哈德遜調車場計劃的中央部分，發展商指若沒有7號線延線不可能開始，Horodniceanu指「此個新的、現代的車站將是曼哈頓最新鄰里的生命線。它會令過千居民、僱員和訪客快速和容易地前往哈德逊城市广场場成為可能。沒有延線，新發展是不可能的。」。高線公園和哈德遜林蔭路以及賈維茨中心翻新工程的完工亦刺激了地區發展。雖然哈德遜調車場並沒有在車站啟用時完工，但高線公園以及賈維茨中心對車站使用者來說仍是熱門目的地。

## 外部連結
MTA官方網站：
- 地鐵延線更新 — 官方MTA 7號線延線計劃頁面（2015年9月更新）
- 7號線延線計劃新里程碑 — MTA.info網站（2010年6月11日）
- 7號線延線工程繼續進行 — MTA.info網站（2011年4月4日）
- 7號線延線已完成90%（页面存档备份，存于） — MTA.info網站（2013年8月21日）
- 新7號線延線到11大道（页面存档备份，存于） — MTA.info網站（2015年9月13日）